# Jean-Alain Boumsong
Jean-Alain Boumsong Somkong (* 14. Dezember 1979 in Douala, Kamerun) ist ein ehemaliger kamerunisch-französischer Fußballspieler. Aufgrund seiner kräftigen Statur (1,90 m groß, 88 kg schwer) wurde der Innenverteidiger auch „Der Bär“ genannt, dabei war er aber auch schnell und antrittsstark.

## Karriere

### Im Verein
Der beidfüßige Boumsong begann seine Karriere bei US Palaiseau, für die er von 1995 bis 1997 spielte. Danach lief er bis 2000 für Le Havre AC auf, bevor er zur AJ Auxerre wechselte. Seine nächste Station waren dann 2004 die Glasgow Rangers. Obwohl Boumsong in Glasgow für fünf Jahre unterschrieben hatte, wechselte er schon im Januar 2005 zu Newcastle United, wo er einen Fünfeinhalb-Jahres-Vertrag erhielt.
Aufgrund vieler Fehler im Dress der Magpies wechselte er im Sommer 2006 für 4,8 Millionen Euro von Newcastle zum italienischen Rekordmeister Juventus Turin, der wegen des Manipulationsskandals 2005/06 in die Serie B zwangsweise absteigen musste. Dort unterschrieb er einen Vierjahresvertrag und war in der Saison 2006/07 Stammspieler unter Trainer Didier Deschamps in der Abwehr. Mit Juve gelang Boumsong der direkte Wiederaufstieg in die Serie A. Zu Beginn der Spielzeit 2007/08 war der Franzose dann häufig nur Reservespieler, am 7. September 2007 verletzte er sich bei einem Freundschaftsspiel gegen Real Saragossa schwer am linken Oberschenkel und musste mehrere Monate lang pausieren. Bei seiner Rückkehr erzielte Boumsong im Coppa-Italia-Spiel bei Inter Mailand gleich den Ausgleichstreffer zum 2:2-Endstand. Dennoch wechselte er wenige Tage später, am 26. Januar 2008, für drei Millionen Euro zu Olympique Lyon, wo er einen Dreijahresvertrag unterschrieb. Er begründete diese Entscheidung damit, dass er Spielpraxis brauche, um seine Chancen auf eine EM-Teilnahme mit der Nationalmannschaft zu wahren.
Am 28. Juli 2010 wurde bekannt, dass er zum griechischen Double-Sieger Panathinaikos Athen wechselt. Dort unterschreibt er einen Dreijahresvertrag.

### In der Nationalmannschaft
Boumsong nahm 2002 an der U-21-EM in der Schweiz teil, wo er mit Frankreich im Finale an Tschechien scheiterte. Der Verteidiger wurde viermal eingesetzt.
Bisher absolvierte Jean-Alain Boumsong 24 Länderspiele für Frankreich und erzielte ein Tor. Sein Debüt gab er am 20. Juni 2003 gegen Japan. Er gehörte dem französischen Kader der Europameisterschaft 2004 an, kam aber zu keinem Einsatz.
Bei der Weltmeisterschaft 2006 stand Boumsong ebenfalls im Kader, kam abermals zu keinem Einsatz. Dennoch wurde er mit Frankreich Vize-Weltmeister. In der Folge absolvierte er zwei Qualifikationsspiele zur Europameisterschaft 2008 und wurde von Trainer Raymond Domenech in den französischen Kader für das Turnier berufen. Dort wurde er im entscheidenden Vorrundenspiel gegen Italien nach der Roten Karte von Éric Abidal für den zuvor eingewechselten Samir Nasri in der 26. Minute aus taktischen Gründen eingewechselt.

## Erfolge

### Im Verein
- Französischer Pokalsieger: 2002/03 (mit der AJ Auxerre)
- Schottischer Meister: 2004/05 (mit den Glasgow Rangers)
- Italienischer Serie-B-Meister: 2006/07 (mit Juventus Turin)
- Französischer Meister: 2007/08 (mit Olympique Lyon)

### In der Nationalmannschaft
- Konföderationen-Pokal-Sieger: 2003
- Vize-Weltmeister: 2006